# Ovariální cysta
Cysta na vaječníku je jakékoliv nahromadění tekutiny obklopené velmi tenkou stěnou v prostředí vaječníku. Za vaječníkovou cystu je považován jakýkoliv uzlík na vaječníku větší než 2 centimetry. Velikostí se různí; může být malá jako hrášek, až velká jako pomeranč. Většina těchto cyst je tvořena přirozeně a jsou zcela neškodné. Jde o záležitost statisticky běžnou.
Cysty na vaječníku mívají ženy různého věku. Nejčastěji se vytvářejí během období po porodu.
Některé tyto cysty způsobují problémy, jako jsou krvácení nebo bolest. Operace může být nutná k jejímu odstranění, je-li její průměr větší než 5 cm.

## Typy

### Účelné cysty
Některé jednoduché, tzv. účelné cysty, jsou součástí přirozeného procesu menstruace. Nemají nic společného s nemocí, a mohou být ošetřeny. Těchto cyst jsou tři typy:
- folikulární cysta
- cysta žlutého tělíska
- parovariální cysta

Objevují se zejména v období ovulace. Pokud vajíčko nebylo uvolněno, vaječník se naplní tekutinou. Většinou tyto cysty zmizí po několika menstruačních cyklech.

#### Folikulární cysta
Je jednou z jednoduchých cyst, která je nejběžnější cysta tvořící se na vaječníku. Tento typ se formuje, když se neuskuteční ovulace; když se vytvoří uzlík a praskne, nebo když vajíčko zůstane a roste až se z něj stane cysta. Případně když prostřední pro vajíčko zkolabuje do sebe.
Může dorůstat v průměru až do velikosti 6 cm. Je tvořena jednou, či několika vrstvami tenké stěny ze zrnitých buněk, naplněna čirou tekutinou. Její natržení může působit ostrou bolest. Tato ostrá bolest se většinou vyskytne uprostřed menstruačního cyklu, během ovulace. 4 z 10 žen s touto cystou trpí touto bolestí.
Tato cysta většinou nezpůsobuje žádné symptomy a sama zmizí během několika měsíců. Ultrazvuk je základní prostředek k dokumentaci této cysty. Diagnostice také pomáhá pánevní prohlídka, pokud tato cysta dostatečně veliká, aby byla vidět. Lékař by měl vše monitorovat a ujistit se, že cysta mizí, případně přihlédnout k léčbě, pokud cysta nemizí.

#### Cysta žlutého tělíska
Dalším typem cysty, je cysta žlutého tělíska (která se může roztrhnout v období menstruace), většinou jí trvá až 3 měsíce než zcela zmizí. Tento typ tzv. užitečné cysty se často objevuje po uvolnění vajíčka s folikulu. Folikula se poté stane sekreční žlázou, známá pod názvem žluté tělísko (corpus luteum). Natrhnutý folikul začne produkovat velké množství estrogenu a progesteronu, aby se připravil na početí. Pokud k početí nedojde, tak se žluté tělísko většinou rozpadne a zmizí. Avšak toto může být naplněno tekutinou, či krví a způsobit nárůst žlutého tělíska, které přeroste do cysty a uhnízdí se na vaječníku. Tato cysta je většinou jen na jedné straně a nepůsobí žádné symptomy.